# Joseph Kollamparampil
Joseph Kollamparampil CMI (* 18. April 1958 in Cherpunkal, Indien) ist Bischof von Jagdalpur.

## Leben
Joseph Kollamparampil trat der Ordensgemeinschaft der Carmelites of Mary Immaculate bei und legte am 3. Juni 1979 die Profess ab. Kollamparampil empfing am 6. Mai 1985 das Sakrament der Priesterweihe.
Am 16. Juli 2013 ernannte ihn Papst Franziskus zum Bischof von Jagdalpur. Die Bischofsweihe empfing er am 17. September 2013 durch den Großerzbischof von Ernakulam-Angamaly, George Kardinal Alencherry; Mitkonsekratoren waren der emeritierte Erzbischof von Raipur, Joseph Augustine Charanakunnel, und der Bischof von Palai, Joseph Kallarangatt, sowie der emeritierte Bischof von Jagdalpur, Simon Stock Palathara CMI.